# INum-ініціатива
Ініціатива INUM [Архівовано 25 липня 2019 у Wayback Machine.] є проектом розпочатим в листопаді 2008 року компанією Voxbone SA[недоступне посилання з червня 2019], що вперше отримала глобальний телефонний код набору для IP-комунікацій. Voxbone, бельгійська компанія, що спеціалізується на продажу додатків VoIP телефонії. Міжнародний телекомунікаційний союзЇй виділив негеографіческой +883 код для цієї ініціативи. iNums це 15-значний телефонний номер, з кодом +883-5100.

## Дзвінки на номер iNum
Реєстрація номера в масиві +883 безкоштовна. Передбачається, що вартість дзвінків буде дорівнювати вартості місцевого дзвінка.
iNum доступна у всіх телефонних мережах, тому в 45 країнах світу організовані номери дозвону в мережу iNum. Просто вибираєте найближчу до вас точку та виконуєте місцевий дзвінок з донабором iNum-номери.
Google підтримав ініціативу iNum.
Skype, Belgacom, British Telecom, Colt, Sprint США, Orange в Швейцарії і Verizon в Європі одними знайперших почали пропонувати зв'язок для номерів INUM.
В Україні оператори зв'язку поки не підтримують маршрутизацію в напрямку iNum.